# فلگستف (آریزونا)
فلگستف (به انگلیسی: Flagstaff) از شهرهای ایالت آریزونا در آمریکا است.

## مراکز علمی
رصدخانه لاول و دانشگاه شمال آریزونا در این شهر قرار دارد.

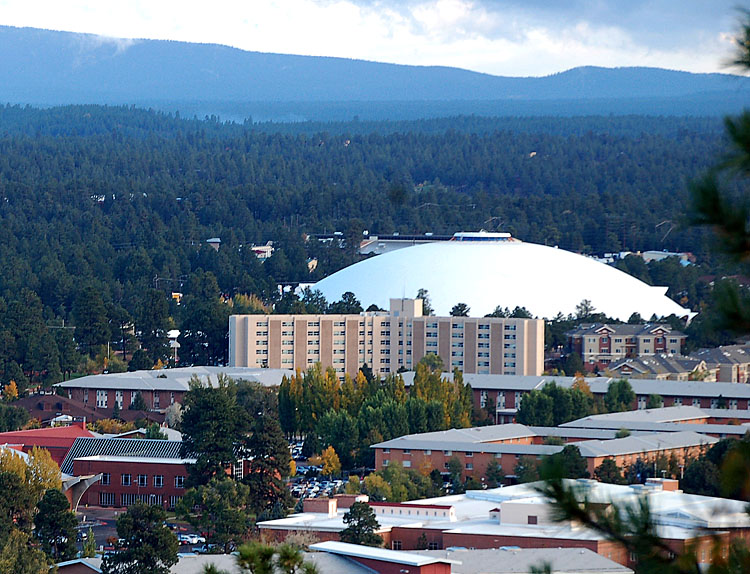
نمایی از پردیس دانشگاه آریزونای شمالی

به علت وجود دو تا از رصدخانه‌های بزرگ آمریکا در این شهر، آلودگی نوری در آن کاملاً کنترل می‌شود، لذا این شهر یکی از تاریک‌ترین آسمان‌های جهان را داراست. در سال ۲۰۰۱ این شهر به عنوان نخستین شهر آسمان - تاریک بین‌المللی به رسمیت شناخته شد.

## شهرهای خواهر
فلگستف چهار شهر خواهر دارد:
| - - بارنول، روسیه - - سیتی آو بلو ماونتنز، استرالیا - - سین تین، تایوان - - مانزانیلو، کولیما، مکزیک |

## نگارخانه

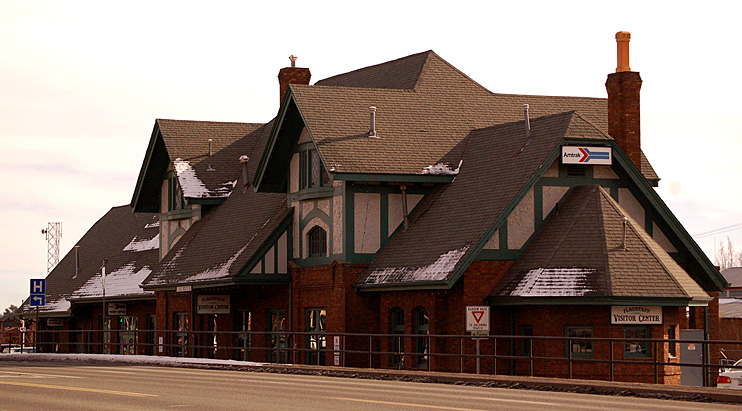
ایستگاه راه آهن شهر
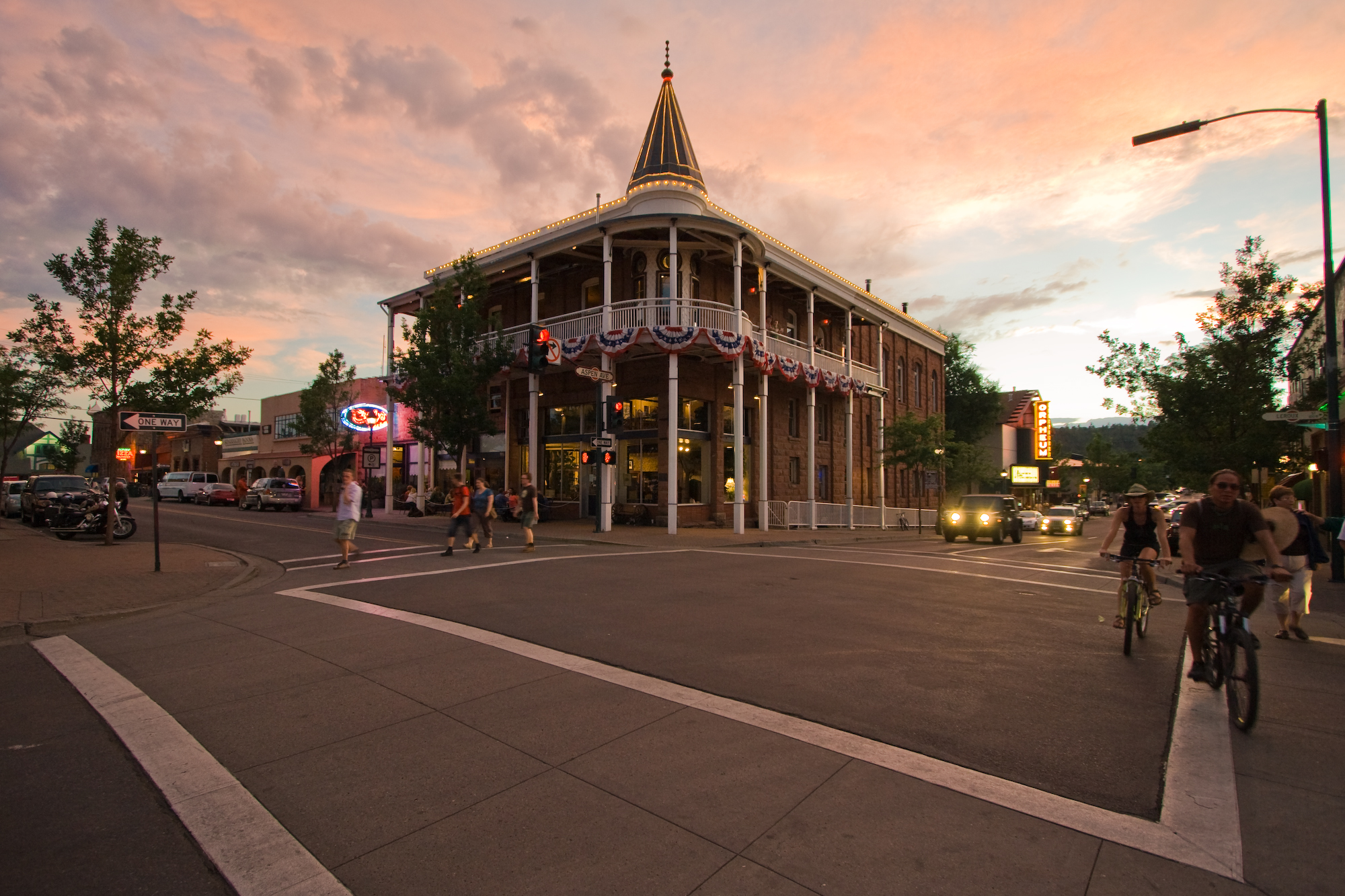
محله قدیمی شهر
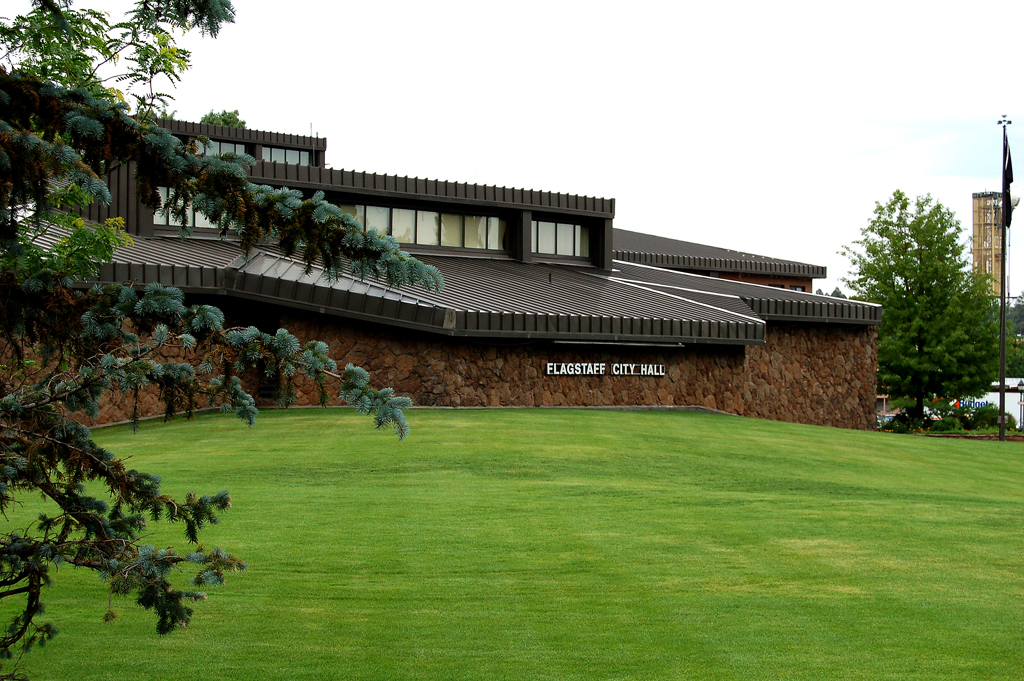
ساختمان شهرداری
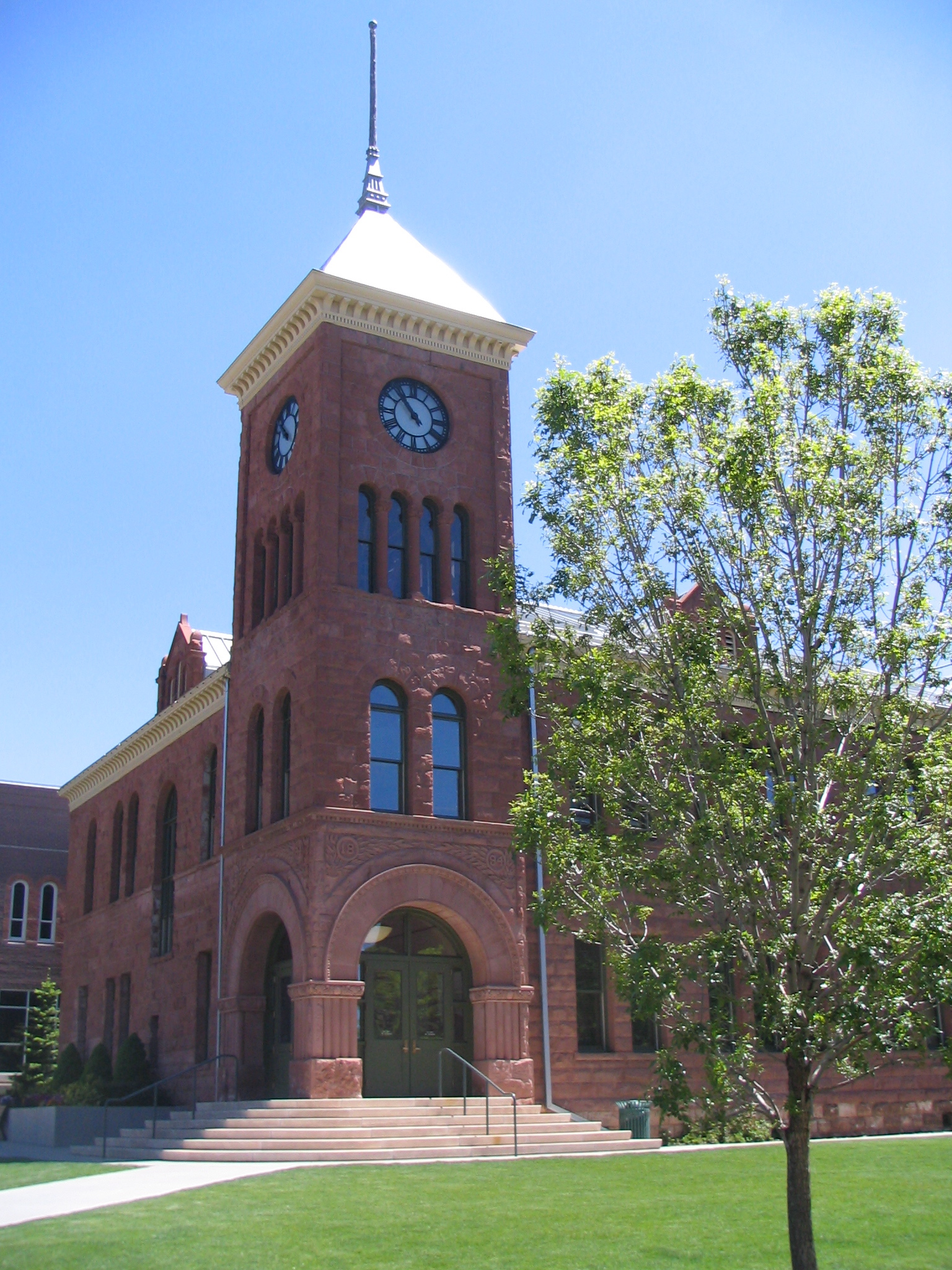
عمارت دیوان عالی شهر